# Muskelfascikel
En muskelfascikel är en bunt på mellan 10 och 100 tvärstrimmiga muskelfibrer som omges av en typ av bindväv som heter perimysium.
Specialiserade muskelfibrer i hjärtat, som leder elektriska signaler från AV-knutan till purkinjefibrerna (de fibrer som koordinerar kontraktionen) är fascikler. De börjar som en enda fascikel vid AV-knutan, den så kallade HIS-bunten, och delar sig sedan i tre grenar - den högra fascikelgrenen, den vänstra främre fascikelgrenen och den vänstra bakre fascikelgrenen. 